# Helveticosaurus
Helveticosaurus ist eine fossile Gattung wasserbewohnender Reptilien. Helveticosaurus war ein kurzschnäuziges Reptil mit langen, spitzen Zähnen und länglichem Körper. Alle Funde stammen aus den Bitumenschichten des schweizerischen Monte San Giorgio, die in das mitteltriassische Anisium beziehungsweise Ladinium datiert werden und damit rund 242 Millionen Jahre alt sind. Helveticosaurus bewohnte ein flaches Schelfmeer, wo er möglicherweise Fischen und Mollusken nachstellte. Sein Körper war an das Leben im Wasser angepasst, ermöglichte aber auch Landgänge.
Die einzige Art der Gattung, Helveticosaurus zollingeri, wurde in den 1930er Jahren im schweizerischen Tessin entdeckt und 1955 von Bernhard Peyer beschrieben. Er ordnete sie den Placodontiern zu, mittlerweile wird Helveticosaurus aber als Archosauromorpher mit unklaren Verwandtschaftsbeziehungen betrachtet.

## Merkmale

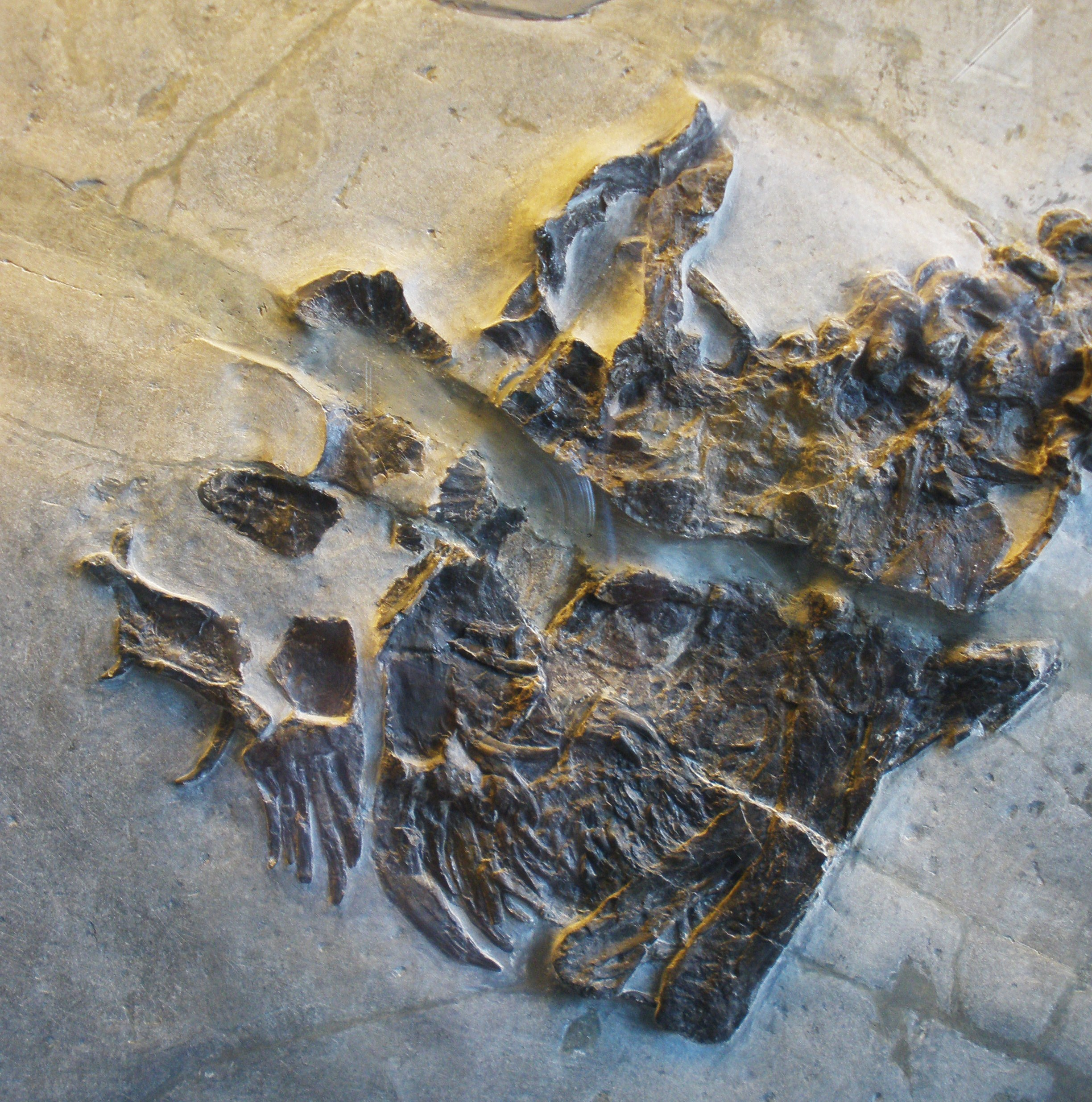
Fossiler Schädel von Helveticosaurus zollingeri

Helveticosaurus zoellingeri wurde annähernd 2 m lang. Die Art hatte einen kurzen, durch die hohe Schnauze gestaucht wirkenden Schädel. Der Unterkiefer, der in der Länge wohl dem gesamten Schädel entsprach, maß rund 21,5 cm. Die Kiefer waren mit langen, leicht gebogenen Zähnen besetzt. Die Zähne waren an der Spitze stumpf und wiesen keine scharfen Schneiden auf. Im vorderen Teil des Oberkiefers besaß H. zollingeri einen deutlich verlängerten Zahn, der an die Eckzähne von Raubtieren erinnert. Der Zahnwechsel erfolgte von außen nach innen, eine Variante, die unter Reptilien eher die Ausnahme ist und sonst nur von Ichthyosauriern, Schlangen und Krokodilen bekannt ist. Helveticosaurus zollingeri besaß mindestens 40 vor dem Kreuzbein liegende Wirbel. Die Rippen des Brustkorbs nahmen von vorne nach hinten an Größe zu, der Schwanz wies zumindest an der Basis Rippen auf. Über den robusten Schultergürtel der Art lassen sich keine sicheren Aussagen treffen, da er in den bisher gefundenen Fossilien nicht oder nur stark fragmentiert überliefert ist. Früher gezogene Vergleiche zu Placodus gigas lassen sich wahrscheinlich nicht halten. Das Interclaviculum war wohl rund 130 mm breit, die Schlüsselbeine hatten in etwa die gleiche Länge. Die Schulterblätter waren annähernd rechtwinklig zum Interclaviculum angeordnet und etwa 190 mm hoch. Die Hüftknochen waren für ein Tier dieser Größe nicht besonders kräftig gebaut. Fuß- und Handwurzel waren stark reduziert. Sowohl die Vorder- als auch die Hinterfüße wiesen zusätzliche Zehenglieder (Hyperphalangie) auf: Die Phalangenformel der Vorderfüße lautete mindestens 2–3–4–6–3, sie besaßen also gegenüber der ursprünglichen Phalangenformel der Archosauromorpha (2–3–4–5–4) mindestens ein zusätzliches Glied. In den Hinterfüßen war die Hyperphalangie noch stärker ausgeprägt, hier wies die zweite Zehe mindestens fünf, die vier äußersten Zehen zusammen mindestens 19 Glieder auf, was gegenüber der ursprünglichen Formel drei oder mehr zusätzliche Glieder bedeutet.  Die Füße waren wahrscheinlich zu Flossen umgebildet.

## Fundorte und Stratigraphie
Alle Funde von Helveticosaurus stammen aus der Besano-Formation des Monte San Giorgio am Südufer des Luganersees. Diese auch als Grenzbitumenzone bekannte Schicht stammt aus dem Übergang zwischen dem ausgehenden Anisium und dem beginnenden Ladinium und hat ein geschätztes Alter von rund 242 Millionen Jahren. Bernhard Peyer schloss eine über diesen Fundort hinausgehende Verbreitung aus, da Lokalitäten ähnlichen Alters und ähnlicher Fazies weltweit selten und Funde anderenorts aus diesem Grund unwahrscheinlich seien. 

## Lebensweise
Die Entwicklung zusätzlicher Zehenglieder bei Helveticosaurus ist typisch für wasserbewohnende Tetrapoden und deutet auf eine aquatische Lebensweise und Fortbewegung von Helveticosaurus hin. Sein Lebensraum war ein Schelfmeer der Tethys. Da das Skelett weder eine besondere Anpassung an Ruder- noch an wellenförmige Bewegungen zeigte, bewegte sich Helveticosaurus wahrscheinlich mit einer Mischung beider Typen fort. Der robuste Schultergürtel deutet an, dass die Art gelegentlich auch an Land ging, wo vor allem die Vorderextremitäten das Gewicht des Körpers trugen. Eine starke Bemuskelung vor allem des Halses ermöglichte es den Tieren, den Kopf an Land über den Boden zu heben.  Bernhard Peyer vermutete, dass Helveticosaurus etwa zur Eiablage an Land ging. Seine Zahnform interpretierte er als Anpassung an eine räuberische Ernährungsweise. Als Beute seien Haie und Knorpelganoide, vor allem aber Mollusken wie Belemniten in Frage gekommen. 

## Taxonomie und Forschungsgeschichte

### Fundgeschichte und Beschreibung

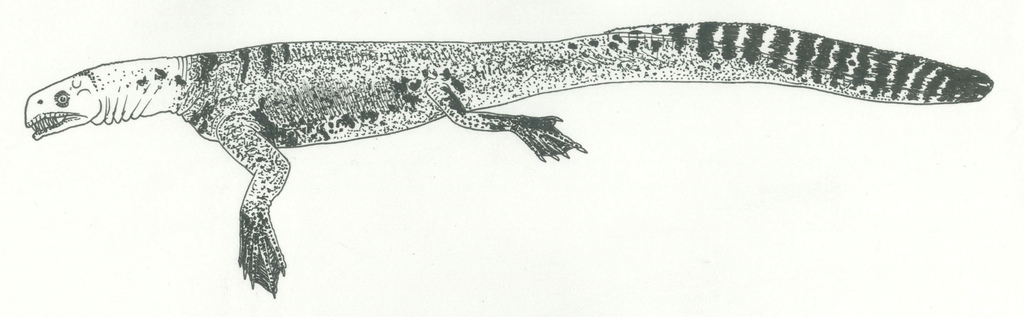
Künstlerische Lebendrekonstruktion von Helveticosaurus

Von Helveticosaurus wurden bisher drei Fossilien entdeckt. Das erste Exemplar wurde 1933 im Stollen Arnaldo in der Cava Tre Fontane geborgen, in dem der Bitumen der Fundschicht damals industriell abgebaut wurde. Dieses erste Fossil umfasste ein relativ vollständiges, jedoch stark fragmentiertes Skelett von Helveticosaurus. Die Unordnung unter den fossilen Knochen entstand vorwiegend vor der Sedimentierung des Kadavers durch Verwesungsprozesse. Spätere tektonische und Schichtdruckkräfte trugen nach der Fossilierung zu einer weiteren Deformierung bei. Das Trägergestein der Fossilien – Dolomit – erwies sich als schwierig zu präparieren, weshalb sich die wissenschaftliche Beschreibung des Fundes hinzog.  Zwei Jahre später fand man an der gleichen Stelle ein weiteres Fossil, das weit besser erhalten war: Die Knochenanordnung war weitgehend intakt, allerdings war der Schädel zertrümmert und vom Schwanz des Tieres fehlte das Hinterende. Der schweizerische Paläontologe Bernhard Peyer wählte dieses Fossil als Holotypus für seine Erstbeschreibung, musste diese jedoch noch einmal überarbeiten, als 1937 bei einer Grabung ein Schnauzenfragment der gleichen Art zum Vorschein kam. Nach einer aufwändigen Präparation konnte ein Stück des Oberkieferknochens mit einer Reihe Zähne rekonstruiert werden. 
1955 erschien schließlich die Erstbeschreibung der Gattung Helveticosaurus und der Typusart Helveticosaurus zoellingeri unter dem Titel Die Triasfauna der Tessiner Kalkalpen. XVIII. Helveticosaurus zoellingeri n. g. n. sp., sie wurde ein Jahr darauf auch im Band 72 der Schweizerischen Paläontologischen Abhandlungen abgedruckt. Peyer wählte Helveticosaurus als Gattungsnamen, um die schweizerische Herkunft des Reptils (Helvetien) auszudrücken. Das Artepitheton zollingeri ehrt Walter Zollinger, den Kuratoriumspräsidenten der Georges-und-Antonia-Claraz-Schenkung, die die wissenschaftliche Erkundung des Monte San Giorgio seit 1924 maßgeblich mitfinanziert hatte.

### Systematik
Bernhard Peyer  klassifizierte Helveticosaurus in seiner Erstbeschreibung als einen sehr basalen (ursprünglichen) Vertreter der Placodontia, einer Gruppe innerhalb der Flossenechsen (Sauropterygia). Peyer stellte eine neue Unterordnung innerhalb der Placodontia auf, die „Helveticosauroidea“, die Helveticosaurus als einzigen Vertreter enthielt. Aktuelle Studien kommen zu dem Schluss, dass diese Gattung wahrscheinlich nicht den Placodontia zuzuordnen ist. Stattdessen könnte es sich um einen frühen und ungewöhnlichen Vertreter der Archosauromorpha handeln.